# L'Impeccable Henri
Pour plus de détails, voir Fiche technique et Distribution.
L'Impeccable Henri est un film français réalisé en 1948 par Charles-Félix Tavano.

## Fiche technique
- Titre original : L'Impeccable Henri
- Titre alternatif : L'Impeccable Monsieur Henri
- Réalisation : Charles-Félix Tavano assisté d'Hervé Bromberger
- Scénario et dialogues : Marc-Gilbert Sauvajon
- Décors : Robert-Jules Garnier
- Photographie : Georges Million
- Son : Jacques Lebreton
- Musique : Jean Marion
- Producteur : Pierre Gérin
- Société de production : Les Productions Cinématographiques (L.P.C.)
- Format : Son mono - Noir et blanc - 35 mm  - 1,37:1
- Durée : inconnue
- Genre : Comédie
- Date de sortie : 
  - France - 13 août 1948
- Affiche : Henri Cerutti (France)

## Distribution
- Claude Dauphin : Henri, un domestique stylé qui cache son jeu
- Marcelle Derrien : Eve Fournier-Salville, la fille de la maison dont s'éprend Henri
- Félix Oudart : Fournier-Salville, son père, un riche homme d'affaires
- Armand Bernard : Lopez
- Mona Goya : Elvire
- Albert Rémy : Gustave
- Hélène Garaud : la bonne
- Yette Lucas : la cuisinière
- Georges Paulais : le jardinier
- Michel Roux : Tony
- Jean Wall : Gérard
- René Alone
- Christiane Derèze
- Raymond Soukoff